# NGC 6231
NGC 6231 (również OCL 997 lub ESO 332-SC6) – gromada otwarta znajdująca się w gwiazdozbiorze Skorpiona w odległości około 4,1 tys. lat świetlnych od Słońca.

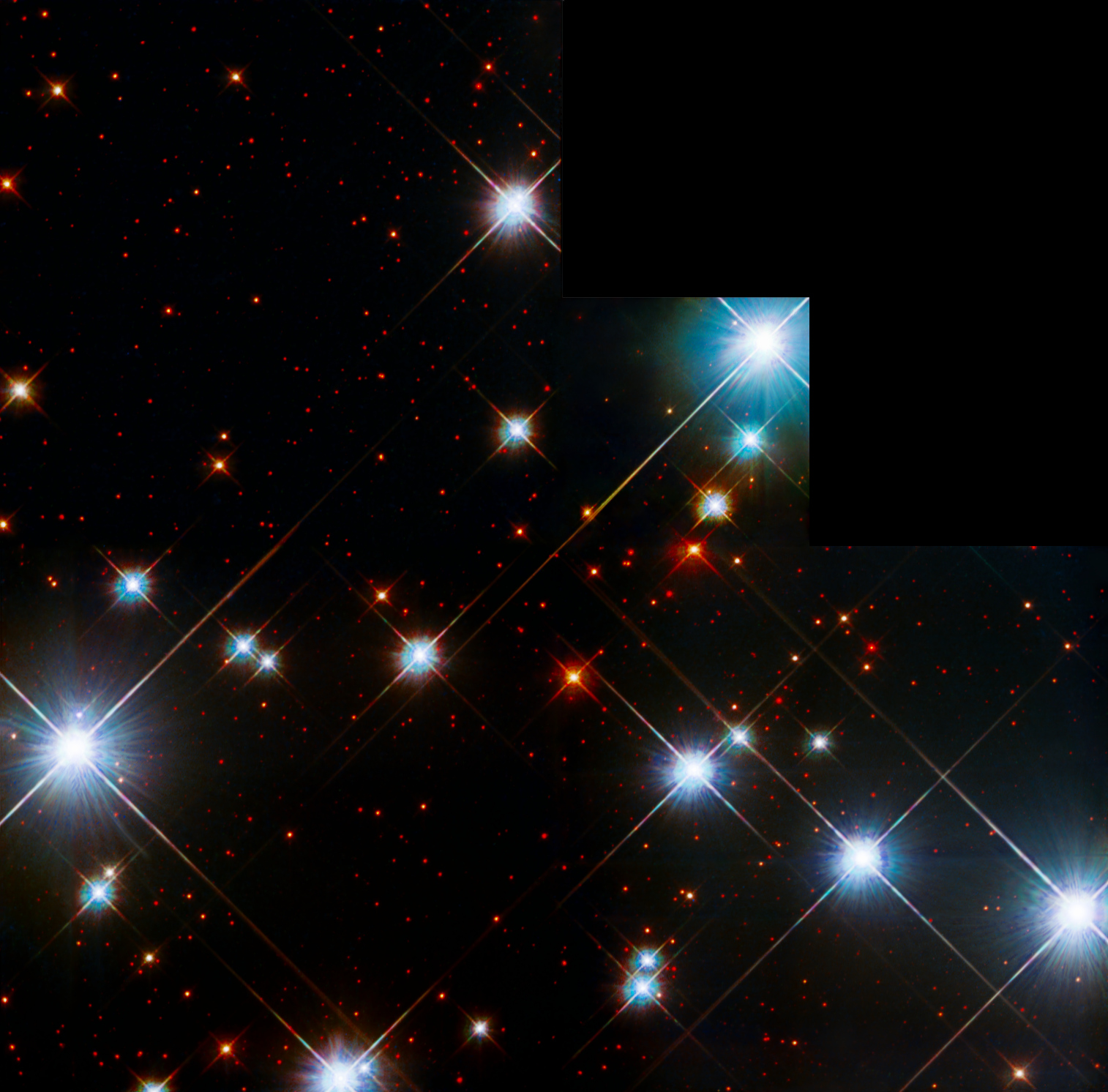
Zbliżenie gromady z Kosmicznego Teleskopu Hubble’a

Została odkryta przed 1654 rokiem przez Giovanniego Hodiernę, niezależnie odkrył ją Edmond Halley w 1678 roku. Jest zbyt daleko na południu, by mogła znaleźć się w katalogu Messiera. Jej najjaśniejsza gwiazda Zeta Scorpii, gwiazda piątej wielkości, ma pozornego towarzysza czwartej wielkości, znacznie bliższego Ziemi.